# Jean-Jacques Marcel
Jean-Jacques Marcel (Brignoles, 13 de junho de 1931 – 3 de outubro de 2014) foi um futebolista da França, que atuava como meia.

## Carreira
Marcel fez parte do elenco da Seleção Francesa de Futebol, na Copa do Mundo de 1958. 

## Títulos
- Copa do Mundo de 1958: 3º Lugar